# Transportador
|  | Per a altres significats, vegeu «Transportador (desambiguació)». |

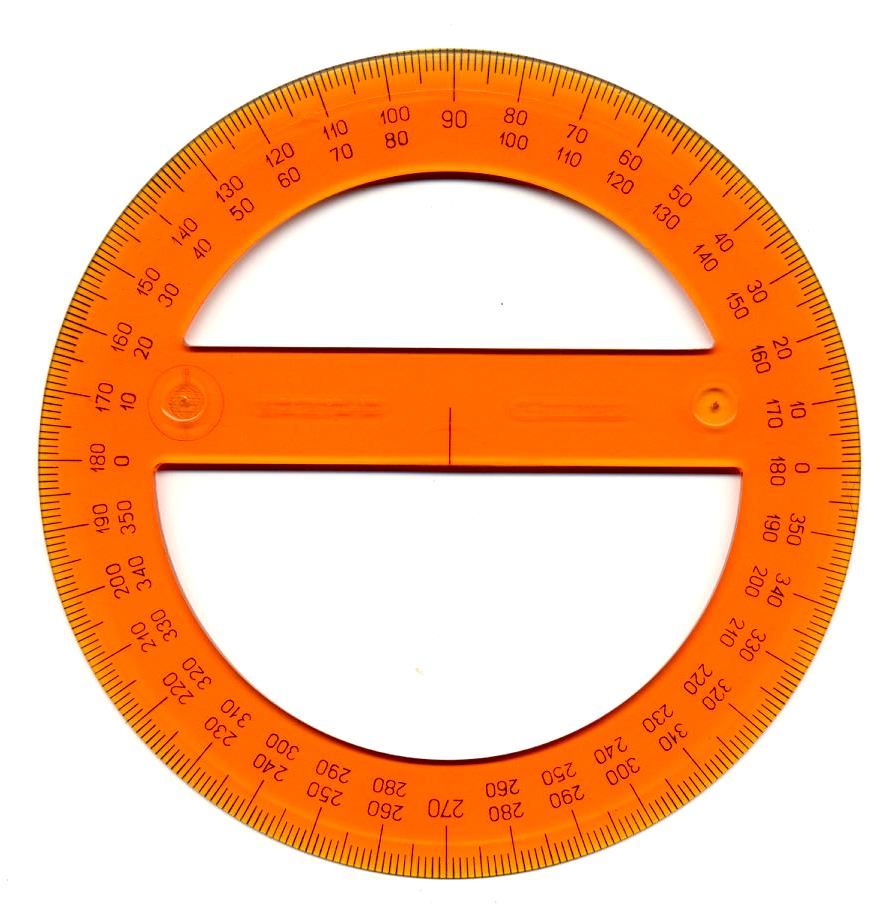
Alguns transportadors no són semicercles sinó cercles complets. Aquest està dividit en 360 graus sexagesimals

Un transportador, transportador d'angles o semicercle és un aparell mitjançant el qual es poden mesurar angles. Es tracta d'un semicercle dividit en 180 parts, cadascuna hi representa un grau (°) (o bé dividit en 200 parts, cada una representant un grau centesimal). També hi ha transportadors circulars, dividits en 360° o 400 graus centesimals. Acostumen a estar fabricats de plàstic transparent o de vidre, encara que també se'n poden trobar versions impreses en paper, i fins i tot n'hi ha versions en línia per descarregar i imprimir.
Els transportadors s'utilitzen per a una multitud d'aplicacions relacionades amb la mecànica i l'enginyeria, a més de formar part del material emprat quan s'ensenya geometria a les escoles.
Alguns transportadors són simples semicercles. D'altres, més sofisticats, com el transportador bisellat, tenen un o dos braços mòbils que s'utilitzen per facilitar la lectura de l'angle.

## Utilització
Per mesurar l'angle que formen, per exemple, dues cares d'una mateixa peça, es col·locarà la part recta sobre una cara o aresta i s'anotarà els graus que marca el transportador, situant-lo amb el regle articulat que es troba al centre del semicercle.
Per dibuixar un angle en graus, hom situa el centre del transportador en el vèrtex de l'angle i s'alinea la part dreta del radi (semirecta de 0°) amb el costat inicial. Tot seguit, es marca amb un llapis el punt amb la mesura desitjada de l'angle. Finalment, es retira el transportador i es dibuixa amb el regle des del vèrtex fins al punt prèviament establert, o una mica més llarg, segons es desitgi, el costat terminal de l'angle.

## Transportador bisellat
Un transportador d'angles bisellat és un transportador circular graduat amb un braç mòbil, que s'utilitza per mesurar o marcar angles. De vegades ve acompanyat d'un nònius per donar lectures més precises. S'utilitza àmpliament en dissenys d'arquitectura i de mecànica, encara que el seu ús es troba en davallada per la difusió del disseny assistit per ordinador.
Els transportadors bisellats universals també els utilitzen els fabricants d'eines. Com que serveixen per mesurar angles mitjançant contacte mecànic, hom els pot classificar com a transportadors mecànics.
El transportador bisellat es pot utilitzar per realitzar i comprovar angles amb una tolerància força petita. Pot llegir fins a 5 minuts o 1/12°, i pot mesurar qualsevol angle entre 0° i 360°.
Un transportador bisellat consisteix d'un regle, un dial graduat i una ploma connectada a una platina giratòria (amb un nònius). Quan els marges del regle i la ploma són paral·lels, una petita marca de la platina coincideix amb la marca del zero del dial graduat. Per mesurar un angle de menys de 90° format pel regle i la platina, hom pot obtenir la lectura directament a partir del nombre de la graduació indicat per la marca de la platina. Per mesurar un angle de més de 90°, cal restar la lectura a 180°, ja que el dial està graduat simètricament fins a 90° des dels dos extrems.
Com que els espais, tant a l'escala principal com al nònius, estan numerats tant a la dreta com a l'esquerra del zero, es pot mesurar qualsevol angle.

## Galeria

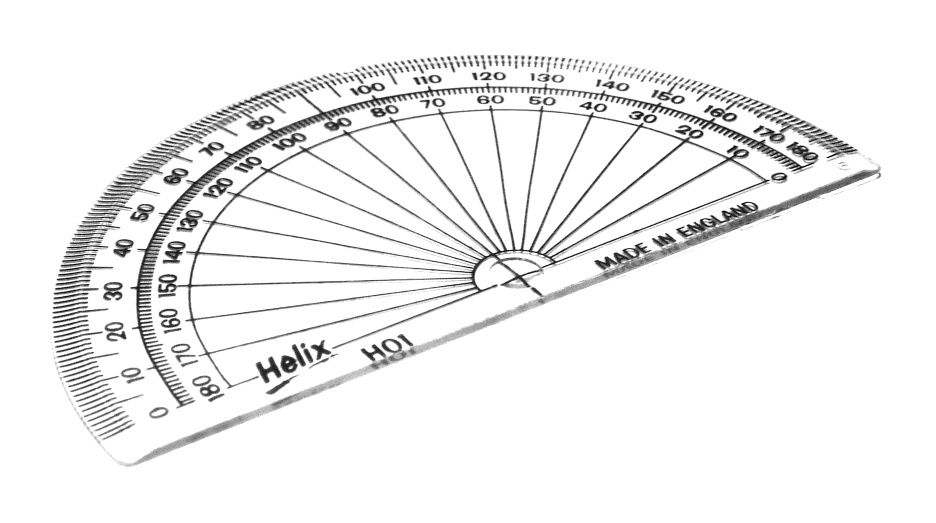
Transportador semicircular dividit en graus (180°)
Transportador de 360°
Un altre transportador de 360° sexagesimals
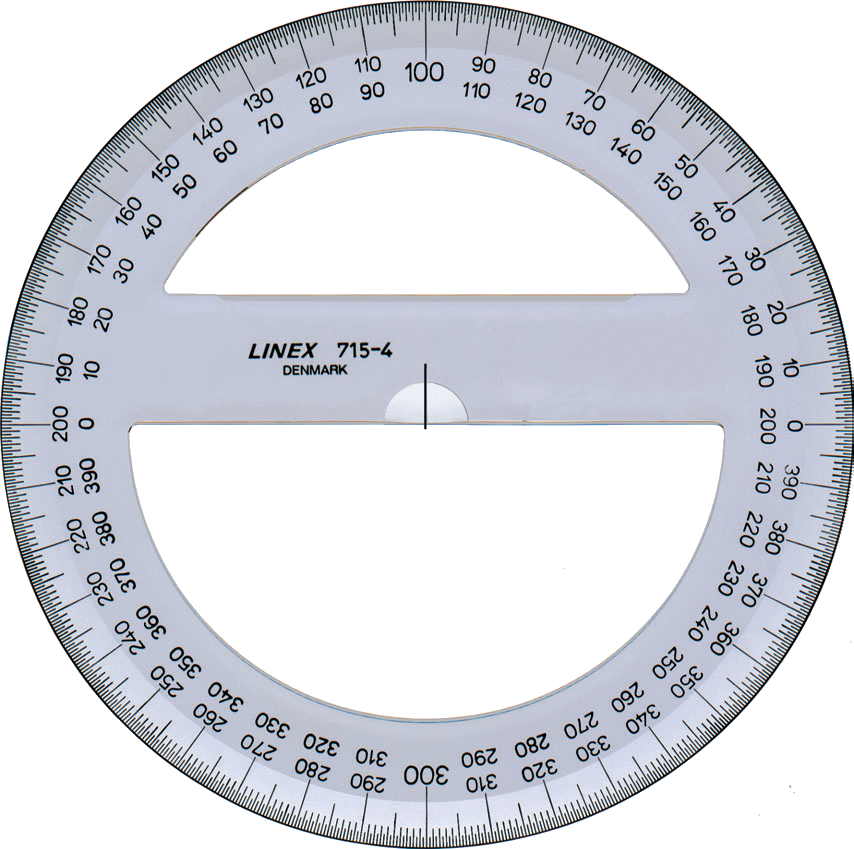
Transportador de 400 graus centesimals
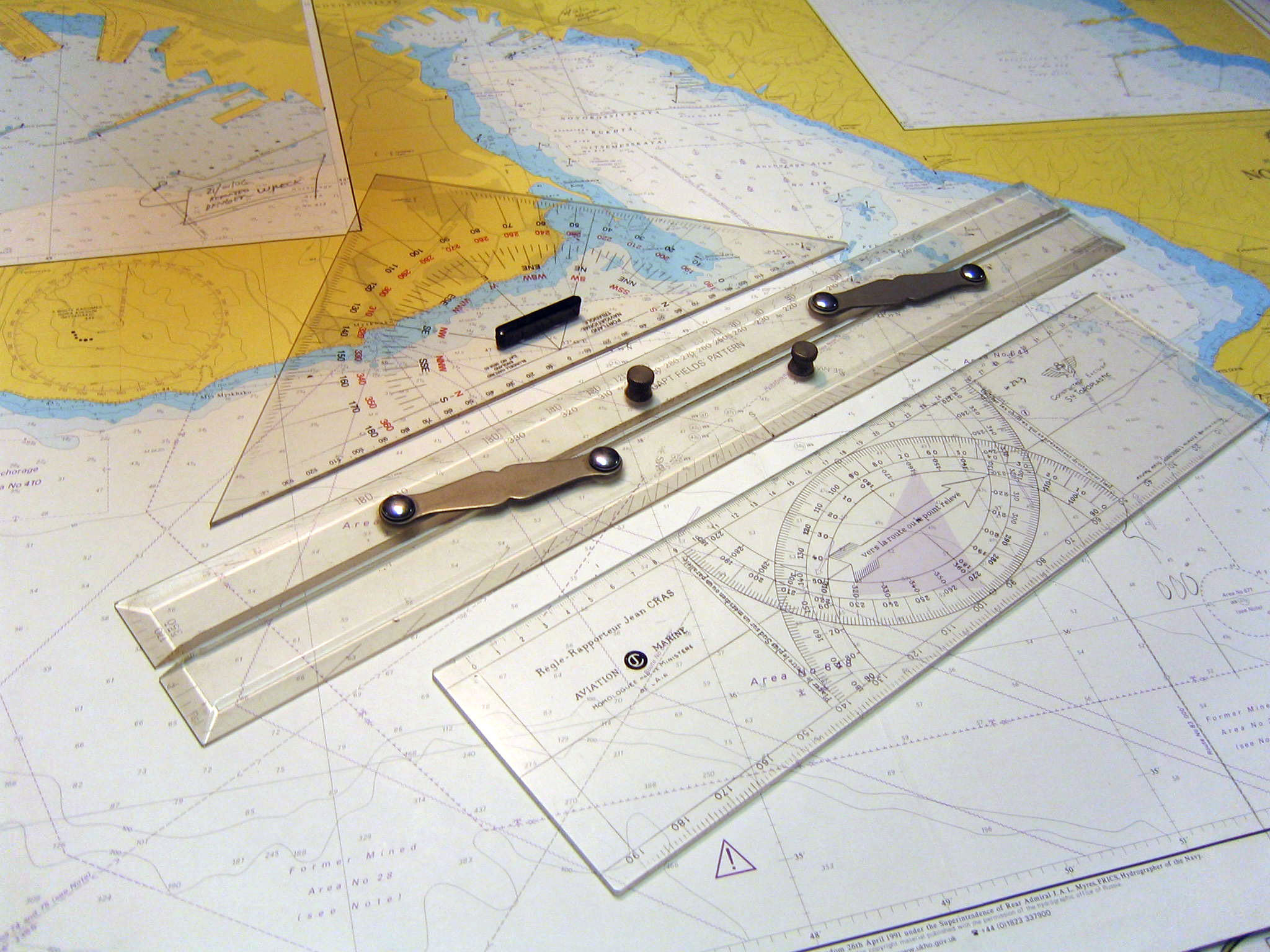
Un transportador doble Règle-Rapporteur Jean Cras, en primer terme
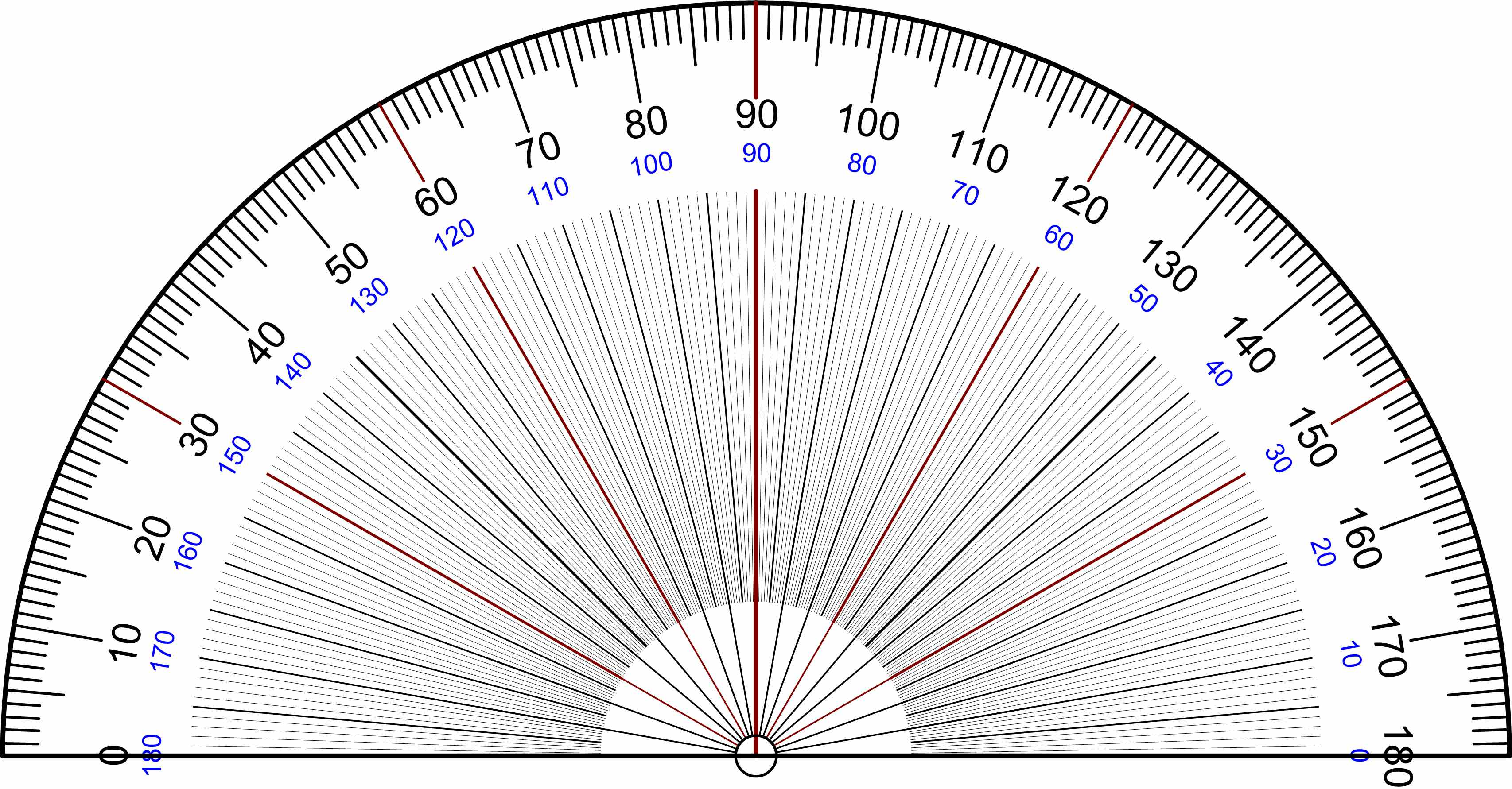
Transportador semicircular (180°).
Un cartabó amb transportador integrat (180°)